# 出身地
| ウィキペディアには「出身地」という見出しの百科事典記事はありません（タイトルに「出身地」を含むページの一覧/「出身地」で始まるページの一覧）。 代わりにウィクショナリーのページ「出身地」が役に立つかもしれません。 |